# Sankt Peders landskommun
Sankt Peders landskommun var en tidigare kommun i dåvarande Älvsborgs län.

## Administrativ historik
Kommunen bildades  i Sankt Peders socken i Ale härad i Västergötland när 1862 års kommunalförordningar trädde i kraft.
Vid kommunreformen 1952 uppgick den i Lödöse landskommun som 1971 uppgick i Lilla Edets kommun. 

## Politik

### Mandatfördelning i Sankt Peders landskommun 1938-1946
| 7 | 1 | 3 | 2 | 2 |

| 14 |

| 1 | 7 | 3 | 2 | 2 |

| 13 |

| 1 | 6 | 4 | 1 | 3 |

| 12 | 3 |